# Davis Cup 2021 – 2. světová skupina
2. světová skupina Davis Cupu 2021 představovala dvanáct mezistátních tenisových zápasů hraných mezi 5.–6. březnem 2021 a 17.–18. či 18.–19. zářím 2021. V rámci Davis Cupu 2021 do ní nastoupilo dvacet čtyři družstev, které vytvořily dvanáct párů. Dvoudenní vzájemná mezistátní utkání se konala ve formátu na tři vítězné body (čtyři dvouhry a čtyřhra). Jeden z členů dvojice hostil duel na domácí půdě. Původní termíny 18.–19. a 19.–20. září 2020 byly zrušeny kvůli koronavirové pandemii.
Osm nejvýše postavených vítězů na žebříčku ITF k 20. září 2021 automaticky postoupilo do baráže 1. světové skupiny 2022 a na všechny poražené čekala účast v baráži 2. světové skupiny 2022. Čtyři nejníže postavení vítězové vytvořili páry v listopadovém vyřazovacím kole 2. světové skupiny 2021. Dva vítězové se připojili k účastníkům baráže 1. světové skupiny 2022 a poražení sestoupili do baráže 2. světové skupiny 2022.

## Přehled
2. světové skupiny se účastnilo dvacet čtyři týmů:
- 12 poražených týmů z baráže 1. světové skupiny 2021
- 12 vítězných týmů z baráže 2. světové skupiny 2021

Nasazené týmy
- Čína (39.)
- Mexiko (43.)
- Švýcarsko (44.)
- Dominikánská republika (46.)
- Litva (47.)
- Thajsko (48.)
- Polsko (49.)
- Slovinsko (50.)
- Turecko (51.)
- Jižní Afrika (52.)
- Tchaj-wan (53.)
- Barbados (54.)

Nasazené týmy
- Venezuela (55.)
- Tunisko (56.)
- Estonsko (57.)
- Řecko (58.)
- Bulharsko (59.)
- Dánsko (60.)
- Maroko (61.)
- Zimbabwe (62.)
- Indonésie (63.)
- Salvador (64.)
- Paraguay (65.)
- Lotyšsko (66.)

Žebříček ITF k 9. březnu 2020.
| 2. světová skupina | 2. světová skupina | 2. světová skupina         | 2. světová skupina       | 2. světová skupina                | 2. světová skupina | 2. světová skupina |
| Domácí             | výsledek           | hosté                      | místo konání             | areál / hala                      | povrch             |                    |
| ------------------ | ------------------ | -------------------------- | ------------------------ | --------------------------------- | ------------------ | ------------------ |
| Zimbabwe           | bez boje           | Čína [1]                   | Harare                   | Harare Sports Club                | tvrdý              |                    |
| Bulharsko          | 1–3                | Mexiko [2]                 | Sofie                    | Sport Hall Sofia                  | tvrdý (hala)       |                    |
| Švýcarsko [3]      | 5–0                | Estonsko                   | Biel                     | Swiss Tennis Arena                | tvrdý (hala)       |                    |
| Tunisko            | 3–2                | Dominikánská republika [4] | Tunis                    | Cité Nationale Sportive El Menzah | tvrdý              |                    |
| Řecko              | 1–3                | Litva [5]                  | Heráklion                | Lyttos Beach Tennis Academy       | tvrdý              |                    |
| Dánsko             | 4–1                | Thajsko [6]                | Kolding                  | Sydbank Arena                     | tvrdý (hala)       |                    |
| Polsko [7]         | 3–1                | Salvador                   | Kališ                    | Arena Kalisz                      | tvrdý (hala)       |                    |
| Slovinsko [8]      | 3–1                | Paraguay                   | Portorož                 | Tenisové centrum Portorož         | antuka             |                    |
| Turecko [9]        | 4–0                | Lotyšsko                   | Istanbul                 | Enka Spor Kulubu                  | tvrdý              |                    |
| Jižní Afrika [10]  | 4–0                | Venezuela                  | New York (Spojené státy) | Forest Hills Stadium              | tvrdý              |                    |
| Tchaj-wan [11]     | bez boje           | Maroko                     | —                        | —                                 | —                  |                    |
| Barbados [12]      | 3–1                | Indonésie                  | Saint Michael            | National Tennis Centre            | tvrdý              |                    |

## Zápasy 2. světové skupiny

### Zimbabwe vs. Čína
| | Zimbabwe | bez | boje | Čína |    |            |
| --- | --- | --- | ---- | ---- | -- | ---------- |
| Harare Sports Club, Harare, Zimbabwe 18.–19. září 2021 tvrdý | |     |      |      |    |            |
| \| \| \| \| 1. \| 2. \| 3. \| \| \| ----------- \| ----------------------------------------------------------------------------------------------------------------------------------- \| \| -- \| -- \| -- \| ---------- \| \| 1. \| \| \| \| \| \| nehrálo se \| \| 2. \| \| \| \| \| \| nehrálo se \| \| 3. \| \| \| \| \| \| nehrálo se \| \| 4. \| \| \| \| \| \| nehrálo se \| \| 5. \| \| \| \| \| \| nehrálo se \| \| \| \| \| \| \| \| \| \| \| \| \| \| \| \| \| \| \| \| \| \| \| \| \| \| Podrobnosti \| \| \| \| \| \| \| \| \| Čína z mezistátního zápasu odstoupila kvůli cestovním omezením způsobeným koronavirovou pandemií. Zimbabwe tak vyhrálo bez boje.[3] \| \| \| \| \| \| | |     |      |      |    |            |
| | |     | 1.   | 2.   | 3. |            |
| 1. | |     |      |      |    | nehrálo se |
| 2. | |     |      |      |    | nehrálo se |
| 3. | |     |      |      |    | nehrálo se |
| 4. | |     |      |      |    | nehrálo se |
| 5. | |     |      |      |    | nehrálo se |
| | |     |      |      |    |            |
| | |     |      |      |    |            |
| | |     |      |      |    |            |
| Podrobnosti | |     |      |      |    |            |
| | Čína z mezistátního zápasu odstoupila kvůli cestovním omezením způsobeným koronavirovou pandemií. Zimbabwe tak vyhrálo bez boje. |     |      |      |    |            |

### Bulharsko vs. Mexiko
| | Bulharsko | 1 :                                                                             | 3    | Mexiko |      |            |
| --- | --------- | ------------------------------------------------------------------------------- | ---- | ------ | ---- | ---------- |
| Sport Hall Sofia, Sofie, Bulharsko 5.–6. března 2021 tvrdý (hala) |           |                                                                                 |      |        |      |            |
| \| \| \| \| 1. \| 2. \| 3. \| \| \| -- \| \| ------------------------------------------------------------------------------- \| ---- \| --- \| ---- \| ---------- \| \| 1. \| \| Dimitar Kuzmanov Luis Patiño \| 6 1 \| 6 1 \| \| \| \| 2. \| \| Adrian Andrejev Gerardo López Villaseñor \| 6 3 \| 1 6 \| 2 6 \| \| \| 3. \| \| Gabriel Doněv / Alexandar Lazarov Hans Hach Verdugo / Miguel Ángel Reyes-Varela \| 4 6 \| 4 6 \| \| \| \| 4. \| \| Dimitar Kuzmanov Gerardo López Villaseñor \| 6 78 \| 6 4 \| 65 7 \| \| \| 5. \| \| Adrian Andrejev Luis Patiño \| \| \| \| nehrálo se \| \| \| \| \| \| \| \| \| \| \| \| \| \| \| \| \| \| \| \| \| \| \| \| \| \| \| \| \| \| \| \| \| \| \| \| \| \| \| \| \| |           |                                                                                 |      |        |      |            |
| |           |                                                                                 | 1.   | 2.     | 3.   |            |
| 1. |           | Dimitar Kuzmanov Luis Patiño                                                    | 6 1  | 6 1    |      |            |
| 2. |           | Adrian Andrejev Gerardo López Villaseñor                                        | 6 3  | 1 6    | 2 6  |            |
| 3. |           | Gabriel Doněv / Alexandar Lazarov Hans Hach Verdugo / Miguel Ángel Reyes-Varela | 4 6  | 4 6    |      |            |
| 4. |           | Dimitar Kuzmanov Gerardo López Villaseñor                                       | 6 78 | 6 4    | 65 7 |            |
| 5. |           | Adrian Andrejev Luis Patiño                                                     |      |        |      | nehrálo se |
| |           |                                                                                 |      |        |      |            |
| |           |                                                                                 |      |        |      |            |
| |           |                                                                                 |      |        |      |            |
| |           |                                                                                 |      |        |      |            |
| |           |                                                                                 |      |        |      |            |

### Švýcarsko vs. Estonsko
| | Švýcarsko | 5 :                                                                    | 0    | Estonsko |    |  |
| --- | --------- | ---------------------------------------------------------------------- | ---- | -------- | -- |  |
| Swiss Tennis Arena, Biel, Švýcarsko 17.–18. září 2021 tvrdý (hala) |           |                                                                        |      |          |    |  |
| \| \| \| \| 1. \| 2. \| 3. \| \| \| -- \| \| ---------------------------------------------------------------------- \| ---- \| ---- \| -- \| \| \| 1. \| \| Dominic Stricker Vladimir Ivanov \| 6 3 \| 6 4 \| \| \| \| 2. \| \| Henri Laaksonen Mattias Siimar \| 6 4 \| 6 0 \| \| \| \| 3. \| \| Marc-Andrea Hüsler / Dominic Stricker Vladimir Ivanov / Mattias Siimar \| 6 4 \| 7 64 \| \| \| \| 4. \| \| Henri Laaksonen Daniil Glinka \| 7 63 \| 6 4 \| \| \| \| 5. \| \| Jérôme Kym Siim Troost \| 6 3 \| 6 1 \| \| \| \| \| \| \| \| \| \| \| \| \| \| \| \| \| \| \| \| \| \| \| \| \| \| \| \| \| \| \| \| \| \| \| \| \| \| \| \| \| \| \| |           |                                                                        |      |          |    |  |
| |           |                                                                        | 1.   | 2.       | 3. |  |
| 1. |           | Dominic Stricker Vladimir Ivanov                                       | 6 3  | 6 4      |    |  |
| 2. |           | Henri Laaksonen Mattias Siimar                                         | 6 4  | 6 0      |    |  |
| 3. |           | Marc-Andrea Hüsler / Dominic Stricker Vladimir Ivanov / Mattias Siimar | 6 4  | 7 64     |    |  |
| 4. |           | Henri Laaksonen Daniil Glinka                                          | 7 63 | 6 4      |    |  |
| 5. |           | Jérôme Kym Siim Troost                                                 | 6 3  | 6 1      |    |  |
| |           |                                                                        |      |          |    |  |
| |           |                                                                        |      |          |    |  |
| |           |                                                                        |      |          |    |  |
| |           |                                                                        |      |          |    |  |
| |           |                                                                        |      |          |    |  |

### Tunisko vs. Dominikánská republika
| | Tunisko | 3 :                                                        | 2   | Dominikánská republika |     |       |
| --- | ------- | ---------------------------------------------------------- | --- | ---------------------- | --- | ----- |
| Cité Nationale Sportive El Menzah, Tunis, Tunisko 17.–18. září 2021 tvrdý |         |                                                            |     |                        |     |       |
| \| \| \| \| 1. \| 2. \| 3. \| \| \| -- \| \| ---------------------------------------------------------- \| --- \| ---- \| --- \| ----- \| \| 1. \| \| Malek Džazírí Nick Hardt \| 6 4 \| 1 6 \| 5 6 \| skreč \| \| 2. \| \| Aziz Dougaz Roberto Cid Subervi \| 6 2 \| 6 4 \| \| \| \| 3. \| \| Aziz Dougaz / Aziz Ouakaa Roberto Cid Subervi / Nick Hardt \| 6 4 \| 7 63 \| \| \| \| 4. \| \| Aziz Ouakaa Roberto Cid Subervi \| 4 6 \| 2 6 \| \| \| \| 5. \| \| Aziz Dougaz Nick Hardt \| 6 3 \| 6 4 \| \| \| \| \| \| \| \| \| \| \| \| \| \| \| \| \| \| \| \| \| \| \| \| \| \| \| \| \| \| \| \| \| \| \| \| \| \| \| \| \| \| \| |         |                                                            |     |                        |     |       |
| |         |                                                            | 1.  | 2.                     | 3.  |       |
| 1. |         | Malek Džazírí Nick Hardt                                   | 6 4 | 1 6                    | 5 6 | skreč |
| 2. |         | Aziz Dougaz Roberto Cid Subervi                            | 6 2 | 6 4                    |     |       |
| 3. |         | Aziz Dougaz / Aziz Ouakaa Roberto Cid Subervi / Nick Hardt | 6 4 | 7 63                   |     |       |
| 4. |         | Aziz Ouakaa Roberto Cid Subervi                            | 4 6 | 2 6                    |     |       |
| 5. |         | Aziz Dougaz Nick Hardt                                     | 6 3 | 6 4                    |     |       |
| |         |                                                            |     |                        |     |       |
| |         |                                                            |     |                        |     |       |
| |         |                                                            |     |                        |     |       |
| |         |                                                            |     |                        |     |       |
| |         |                                                            |     |                        |     |       |

### Řecko vs. Litva
| | Řecko | 1 :                                                                         | 3    | Litva |     |            |
| --- | ----- | --------------------------------------------------------------------------- | ---- | ----- | --- | ---------- |
| Lyttos Beach Tennis Academy, Heráklion, Řecko 18.–19. září 2021 tvrdý |       |                                                                             |      |       |     |            |
| \| \| \| \| 1. \| 2. \| 3. \| \| \| -- \| \| --------------------------------------------------------------------------- \| ---- \| --- \| --- \| ---------- \| \| 1. \| \| Petros Tsitsipas Ričardas Berankis \| 1 6 \| 3 6 \| \| \| \| 2. \| \| Michail Pervolarakis Laurynas Grigelis \| 6 78 \| 6 3 \| 5 7 \| \| \| 3. \| \| Markos Kalovelonis / Petros Tsitsipas Ričardas Berankis / Laurynas Grigelis \| 2 6 \| 5 7 \| \| \| \| 4. \| \| Alexandros Skorilas Vilius Gaubas \| 6 4 \| 6 4 \| \| \| \| 5. \| \| Petros Tsitsipas Laurynas Grigelis \| \| \| \| nehrálo se \| \| \| \| \| \| \| \| \| \| \| \| \| \| \| \| \| \| \| \| \| \| \| \| \| \| \| \| \| \| \| \| \| \| \| \| \| \| \| \| \| |       |                                                                             |      |       |     |            |
| |       |                                                                             | 1.   | 2.    | 3.  |            |
| 1. |       | Petros Tsitsipas Ričardas Berankis                                          | 1 6  | 3 6   |     |            |
| 2. |       | Michail Pervolarakis Laurynas Grigelis                                      | 6 78 | 6 3   | 5 7 |            |
| 3. |       | Markos Kalovelonis / Petros Tsitsipas Ričardas Berankis / Laurynas Grigelis | 2 6  | 5 7   |     |            |
| 4. |       | Alexandros Skorilas Vilius Gaubas                                           | 6 4  | 6 4   |     |            |
| 5. |       | Petros Tsitsipas Laurynas Grigelis                                          |      |       |     | nehrálo se |
| |       |                                                                             |      |       |     |            |
| |       |                                                                             |      |       |     |            |
| |       |                                                                             |      |       |     |            |
| |       |                                                                             |      |       |     |            |
| |       |                                                                             |      |       |     |            |

### Dánsko vs. Thajsko
| | Dánsko | 4 :                                                                                   | 1   | Thajsko |     |  |
| --- | ------ | ------------------------------------------------------------------------------------- | --- | ------- | --- |  |
| Sydbank Arena, Kolding, Dánsko 17.–18. září 2021 tvrdý (hala) |        |                                                                                       |     |         |     |  |
| \| \| \| \| 1. \| 2. \| 3. \| \| \| -- \| \| ------------------------------------------------------------------------------------- \| --- \| --- \| --- \| \| \| 1. \| \| Christian Sigsgaard Višaja Trongčaroenčajkul \| 6 3 \| 6 2 \| \| \| \| 2. \| \| August Holmgren Kasidit Samrej \| 3 6 \| 7 5 \| 6 2 \| \| \| 3. \| \| Benjamin Hannestad / Frederik Nielsen Palafům Kovapitukted / Višaja Trongčaroenčajkul \| 6 3 \| 6 1 \| \| \| \| 4. \| \| August Holmgren Višaja Trongčaroenčajkul \| 6 4 \| 6 4 \| \| \| \| 5. \| \| Johannes Ingildsen Kasidit Samrej \| 5 7 \| 3 6 \| \| \| \| \| \| \| \| \| \| \| \| \| \| \| \| \| \| \| \| \| \| \| \| \| \| \| \| \| \| \| \| \| \| \| \| \| \| \| \| \| \| \| |        |                                                                                       |     |         |     |  |
| |        |                                                                                       | 1.  | 2.      | 3.  |  |
| 1. |        | Christian Sigsgaard Višaja Trongčaroenčajkul                                          | 6 3 | 6 2     |     |  |
| 2. |        | August Holmgren Kasidit Samrej                                                        | 3 6 | 7 5     | 6 2 |  |
| 3. |        | Benjamin Hannestad / Frederik Nielsen Palafům Kovapitukted / Višaja Trongčaroenčajkul | 6 3 | 6 1     |     |  |
| 4. |        | August Holmgren Višaja Trongčaroenčajkul                                              | 6 4 | 6 4     |     |  |
| 5. |        | Johannes Ingildsen Kasidit Samrej                                                     | 5 7 | 3 6     |     |  |
| |        |                                                                                       |     |         |     |  |
| |        |                                                                                       |     |         |     |  |
| |        |                                                                                       |     |         |     |  |
| |        |                                                                                       |     |         |     |  |
| |        |                                                                                       |     |         |     |  |

### Polsko vs.Salvador
| | Polsko | 3 :                                                           | 1    | Salvador |    |            |
| --- | ------ | ------------------------------------------------------------- | ---- | -------- | -- | ---------- |
| Arena Kalisz, Kališ, Polsko 5.–6. března 2021 tvrdý (hala) |        |                                                               |      |          |    |            |
| \| \| \| \| 1. \| 2. \| 3. \| \| \| -- \| \| ------------------------------------------------------------- \| ---- \| --- \| -- \| ---------- \| \| 1. \| \| Kacper Żuk Marcelo Arévalo \| 7 65 \| 6 1 \| \| \| \| 2. \| \| Kamil Majchrzak Lluis Miralles \| 6 0 \| 6 0 \| \| \| \| 3. \| \| Łukasz Kubot / Jan Zieliński Marcelo Arévalo / Lluis Miralles \| 6 4 \| 6 2 \| \| \| \| 4. \| \| Wojciech Marek Marcelo Arévalo \| 4 6 \| 2 6 \| \| \| \| 5. \| \| Kacper Żuk Lluis Miralles \| \| \| \| nehrálo se \| \| \| \| \| \| \| \| \| \| \| \| \| \| \| \| \| \| \| \| \| \| \| \| \| \| \| \| \| \| \| \| \| \| \| \| \| \| \| \| \| |        |                                                               |      |          |    |            |
| |        |                                                               | 1.   | 2.       | 3. |            |
| 1. |        | Kacper Żuk Marcelo Arévalo                                    | 7 65 | 6 1      |    |            |
| 2. |        | Kamil Majchrzak Lluis Miralles                                | 6 0  | 6 0      |    |            |
| 3. |        | Łukasz Kubot / Jan Zieliński Marcelo Arévalo / Lluis Miralles | 6 4  | 6 2      |    |            |
| 4. |        | Wojciech Marek Marcelo Arévalo                                | 4 6  | 2 6      |    |            |
| 5. |        | Kacper Żuk Lluis Miralles                                     |      |          |    | nehrálo se |
| |        |                                                               |      |          |    |            |
| |        |                                                               |      |          |    |            |
| |        |                                                               |      |          |    |            |
| |        |                                                               |      |          |    |            |
| |        |                                                               |      |          |    |            |

### Slovinsko vs. Paraguay
| | Slovinsko | 3 :                                                                                       | 1   | Paraguay |          |            |
| --- | --------- | ----------------------------------------------------------------------------------------- | --- | -------- | -------- | ---------- |
| Tenisové centrum Portorož, Portorož, Slovinsko 17.–18. září 2021 antuka |           |                                                                                           |     |          |          |            |
| \| \| \| \| 1. \| 2. \| 3. \| \| \| -- \| \| ----------------------------------------------------------------------------------------- \| --- \| --- \| -------- \| ---------- \| \| 1. \| \| Tom Kočevar-Dešman Adolfo Daniel Vallejo \| 6 2 \| 6 2 \| \| \| \| 2. \| \| Bor Artnak Martín Antonio Vergara del Puerto \| 1 6 \| 6 3 \| 6 2 \| \| \| 3. \| \| Tom Kočevar-Dešman / Matic Špec Adolfo Daniel Vallejo / Martín Antonio Vergara del Puerto \| 6 2 \| 6 2 \| \| \| \| 4. \| \| Sebastian Dominko Hernando José Escurra Isnardi \| 6 4 \| 3 6 \| [7] [10] \| \| \| 5. \| \| Bor Artnak Adolfo Daniel Vallejo \| \| \| \| nehrálo se \| \| \| \| \| \| \| \| \| \| \| \| \| \| \| \| \| \| \| \| \| \| \| \| \| \| \| \| \| \| \| \| \| \| \| \| \| \| \| \| \| |           |                                                                                           |     |          |          |            |
| |           |                                                                                           | 1.  | 2.       | 3.       |            |
| 1. |           | Tom Kočevar-Dešman Adolfo Daniel Vallejo                                                  | 6 2 | 6 2      |          |            |
| 2. |           | Bor Artnak Martín Antonio Vergara del Puerto                                              | 1 6 | 6 3      | 6 2      |            |
| 3. |           | Tom Kočevar-Dešman / Matic Špec Adolfo Daniel Vallejo / Martín Antonio Vergara del Puerto | 6 2 | 6 2      |          |            |
| 4. |           | Sebastian Dominko Hernando José Escurra Isnardi                                           | 6 4 | 3 6      | [7] [10] |            |
| 5. |           | Bor Artnak Adolfo Daniel Vallejo                                                          |     |          |          | nehrálo se |
| |           |                                                                                           |     |          |          |            |
| |           |                                                                                           |     |          |          |            |
| |           |                                                                                           |     |          |          |            |
| |           |                                                                                           |     |          |          |            |
| |           |                                                                                           |     |          |          |            |

### Turecko vs. Lotyšsko
| | Turecko | 4 :                                                             | 0    | Lotyšsko |     |            |
| --- | ------- | --------------------------------------------------------------- | ---- | -------- | --- | ---------- |
| Enka Spor Kulubu, Istanbul, Turecko 18.–19. září 2021 tvrdý |         |                                                                 |      |          |     |            |
| \| \| \| \| 1. \| 2. \| 3. \| \| \| -- \| \| --------------------------------------------------------------- \| ---- \| --- \| --- \| ---------- \| \| 1. \| \| Altuğ Çelikbilek Robert Strombachs \| 7 64 \| 6 4 \| \| \| \| 2. \| \| Cem İlkel Ernests Gulbis \| 6 4 \| 6 1 \| \| \| \| 3. \| \| Altuğ Çelikbilek / Cem İlkel Ernests Gulbis / Robert Strombachs \| 2 6 \| 6 3 \| 6 4 \| \| \| 4. \| \| Ergi Kırkın Edgars Maņušis \| 6 1 \| 6 2 \| \| \| \| 5. \| \| Cem İlkel Robert Strombachs \| \| \| \| nehrálo se \| \| \| \| \| \| \| \| \| \| \| \| \| \| \| \| \| \| \| \| \| \| \| \| \| \| \| \| \| \| \| \| \| \| \| \| \| \| \| \| \| |         |                                                                 |      |          |     |            |
| |         |                                                                 | 1.   | 2.       | 3.  |            |
| 1. |         | Altuğ Çelikbilek Robert Strombachs                              | 7 64 | 6 4      |     |            |
| 2. |         | Cem İlkel Ernests Gulbis                                        | 6 4  | 6 1      |     |            |
| 3. |         | Altuğ Çelikbilek / Cem İlkel Ernests Gulbis / Robert Strombachs | 2 6  | 6 3      | 6 4 |            |
| 4. |         | Ergi Kırkın Edgars Maņušis                                      | 6 1  | 6 2      |     |            |
| 5. |         | Cem İlkel Robert Strombachs                                     |      |          |     | nehrálo se |
| |         |                                                                 |      |          |     |            |
| |         |                                                                 |      |          |     |            |
| |         |                                                                 |      |          |     |            |
| |         |                                                                 |      |          |     |            |
| |         |                                                                 |      |          |     |            |

### Jihoafrická republika vs. Venezuela
| | Jihoafrická republika | 4 :                                                              | 0   | Venezuela |    |            |
| --- | --------------------- | ---------------------------------------------------------------- | --- | --------- | -- | ---------- |
| Forest Hills Stadium, New York, Spojené státy americké 18.–19. září 2021 tvrdý |                       |                                                                  |     |           |    |            |
| \| \| \| \| 1. \| 2. \| 3. \| \| \| -- \| \| ---------------------------------------------------------------- \| --- \| ---- \| -- \| ---------- \| \| 1. \| \| Lloyd Harris Brandon Pérez \| 6 0 \| 6 0 \| \| \| \| 2. \| \| Philip Henning Ricardo Rodríguez-Pace \| 6 4 \| 6 4 \| \| \| \| 3. \| \| Lloyd Harris / Raven Klaasen Dimitri Badra / Luis David Martínez \| 6 2 \| 6 4 \| \| \| \| 4. \| \| Ruan Roelofse Dimitri Badra \| 6 4 \| 7 65 \| \| \| \| 5. \| \| Philip Henning Brandon Pérez \| \| \| \| nehrálo se \| \| \| \| \| \| \| \| \| \| \| \| \| \| \| \| \| \| \| \| \| \| \| \| \| \| \| \| \| \| \| \| \| \| \| \| \| \| \| \| \| |                       |                                                                  |     |           |    |            |
| |                       |                                                                  | 1.  | 2.        | 3. |            |
| 1. |                       | Lloyd Harris Brandon Pérez                                       | 6 0 | 6 0       |    |            |
| 2. |                       | Philip Henning Ricardo Rodríguez-Pace                            | 6 4 | 6 4       |    |            |
| 3. |                       | Lloyd Harris / Raven Klaasen Dimitri Badra / Luis David Martínez | 6 2 | 6 4       |    |            |
| 4. |                       | Ruan Roelofse Dimitri Badra                                      | 6 4 | 7 65      |    |            |
| 5. |                       | Philip Henning Brandon Pérez                                     |     |           |    | nehrálo se |
| |                       |                                                                  |     |           |    |            |
| |                       |                                                                  |     |           |    |            |
| |                       |                                                                  |     |           |    |            |
| |                       |                                                                  |     |           |    |            |
| |                       |                                                                  |     |           |    |            |

### Tchaj-wan vs. Maroko
| | Tchaj-wan | bez | boje | Maroko |    |            |
| --- | --- | --- | ---- | ------ | -- | ---------- |
| Tchaj-wan | |     |      |        |    |            |
| \| \| \| \| 1. \| 2. \| 3. \| \| \| ----------- \| ------------------------------------------------------------------------------------------------------------------------------------------------------------------------------------------------------------------------------------------------------------------------------------ \| \| -- \| -- \| -- \| ---------- \| \| 1. \| \| \| \| \| \| nehrálo se \| \| 2. \| \| \| \| \| \| nehrálo se \| \| 3. \| \| \| \| \| \| nehrálo se \| \| 4. \| \| \| \| \| \| nehrálo se \| \| 5. \| \| \| \| \| \| nehrálo se \| \| \| \| \| \| \| \| \| \| \| \| \| \| \| \| \| \| \| \| \| \| \| \| \| \| Podrobnosti \| \| \| \| \| \| \| \| \| Tchaj-wan z mezistátního zápasu odstoupil. Maroko tak vyhrálo bez boje. Výbor Davis Cupu akceptoval odstoupení na základě omezení a protokolů přijatých tchajwanským tenisovým svazem kvůli koronavirové pandemii, které fakticky znemožnily pořádání zápasu na tchajwanské půdě.[3] \| \| \| \| \| \| | |     |      |        |    |            |
| | |     | 1.   | 2.     | 3. |            |
| 1. | |     |      |        |    | nehrálo se |
| 2. | |     |      |        |    | nehrálo se |
| 3. | |     |      |        |    | nehrálo se |
| 4. | |     |      |        |    | nehrálo se |
| 5. | |     |      |        |    | nehrálo se |
| | |     |      |        |    |            |
| | |     |      |        |    |            |
| | |     |      |        |    |            |
| Podrobnosti | |     |      |        |    |            |
| | Tchaj-wan z mezistátního zápasu odstoupil. Maroko tak vyhrálo bez boje. Výbor Davis Cupu akceptoval odstoupení na základě omezení a protokolů přijatých tchajwanským tenisovým svazem kvůli koronavirové pandemii, které fakticky znemožnily pořádání zápasu na tchajwanské půdě. |     |      |        |    |            |

### Barbados vs. Indonésie
| | Barbados | 3 :                                                            | 1   | Indonésie |    |            |
| --- | -------- | -------------------------------------------------------------- | --- | --------- | -- | ---------- |
| National Tennis Centre, Saint Michael, Barbados 17.–18. září 2021 tvrdý |          |                                                                |     |           |    |            |
| \| \| \| \| 1. \| 2. \| 3. \| \| \| -- \| \| -------------------------------------------------------------- \| --- \| ---- \| -- \| ---------- \| \| 1. \| \| Darian King Gunawan Trismuwantara \| 6 1 \| 6 1 \| \| \| \| 2. \| \| Kaipo Marshall Justin Barki \| 2 6 \| 4 6 \| \| \| \| 3. \| \| Darian King / Haydn Lewis Justin Barki / Gunawan Trismuwantara \| 6 1 \| 7 63 \| \| \| \| 4. \| \| Darian King Justin Barki \| 6 2 \| 6 4 \| \| \| \| 5. \| \| Kaipo Marshall Gunawan Trismuwantara \| \| \| \| nehrálo se \| \| \| \| \| \| \| \| \| \| \| \| \| \| \| \| \| \| \| \| \| \| \| \| \| \| \| \| \| \| \| \| \| \| \| \| \| \| \| \| \| |          |                                                                |     |           |    |            |
| |          |                                                                | 1.  | 2.        | 3. |            |
| 1. |          | Darian King Gunawan Trismuwantara                              | 6 1 | 6 1       |    |            |
| 2. |          | Kaipo Marshall Justin Barki                                    | 2 6 | 4 6       |    |            |
| 3. |          | Darian King / Haydn Lewis Justin Barki / Gunawan Trismuwantara | 6 1 | 7 63      |    |            |
| 4. |          | Darian King Justin Barki                                       | 6 2 | 6 4       |    |            |
| 5. |          | Kaipo Marshall Gunawan Trismuwantara                           |     |           |    | nehrálo se |
| |          |                                                                |     |           |    |            |
| |          |                                                                |     |           |    |            |
| |          |                                                                |     |           |    |            |
| |          |                                                                |     |           |    |            |
| |          |                                                                |     |           |    |            |